# Grube Düppenweiler

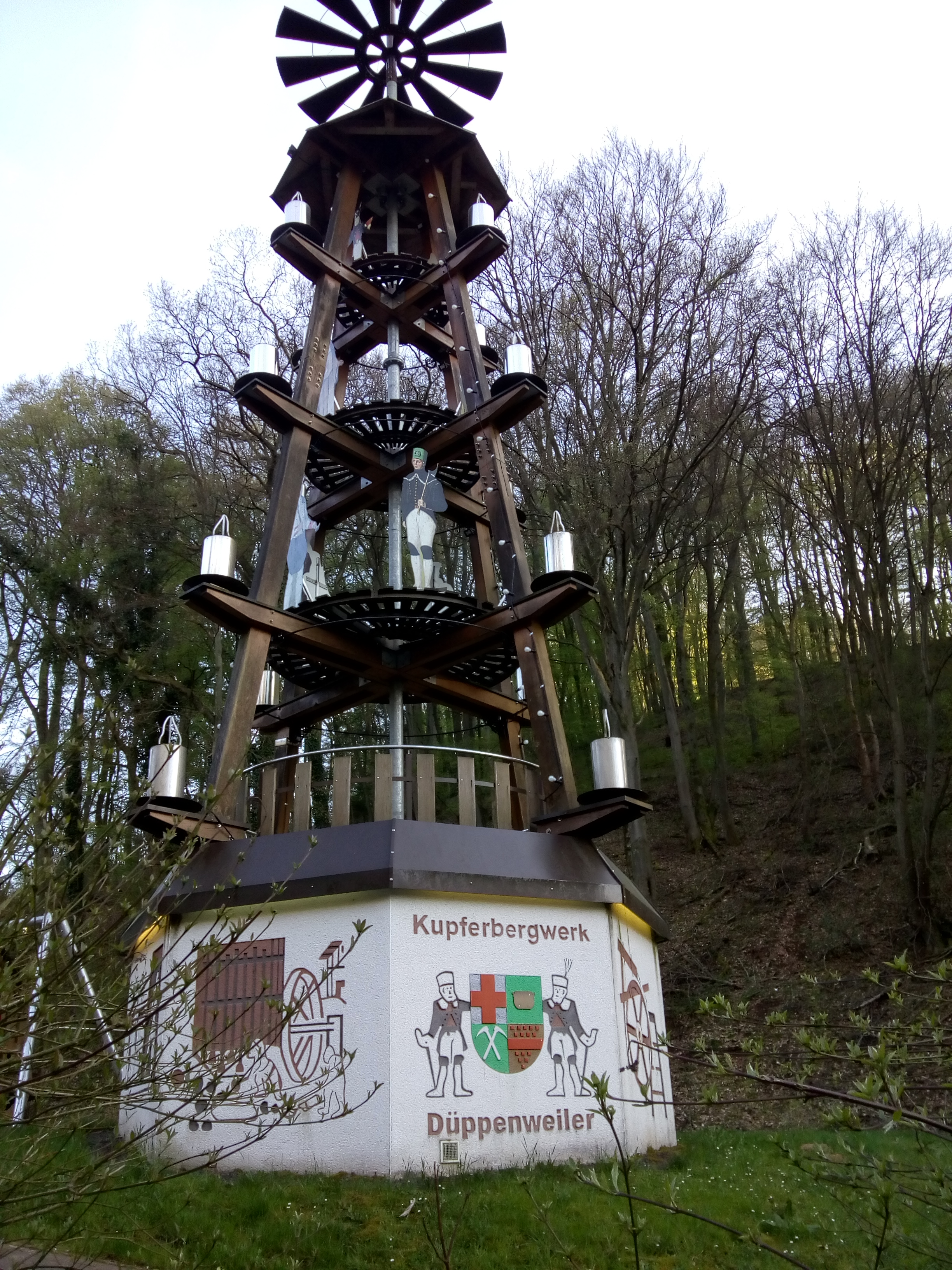
Die Bergwerkspyramide am Kupferbergwerk Düppenweiler

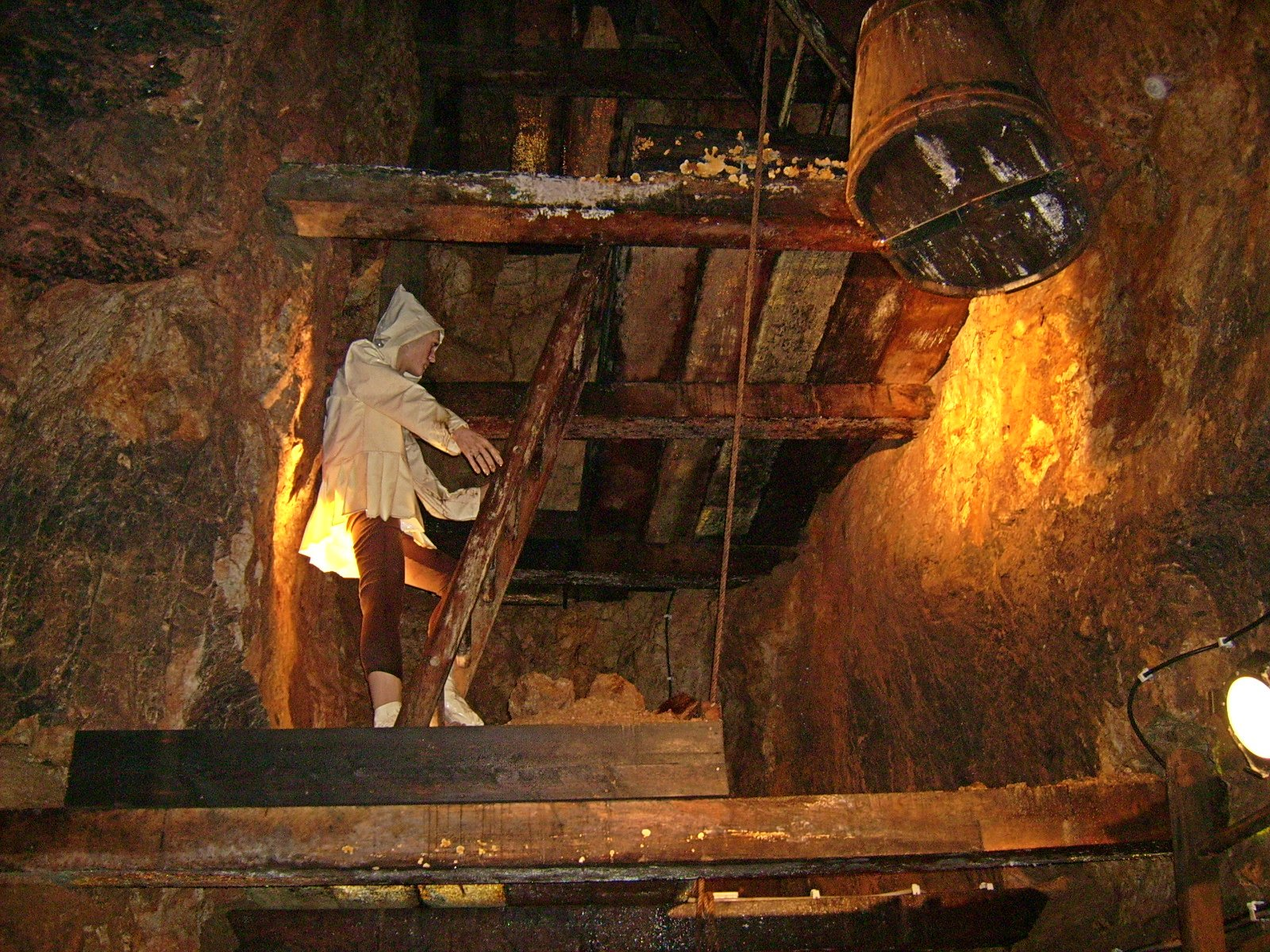
Unter Tage

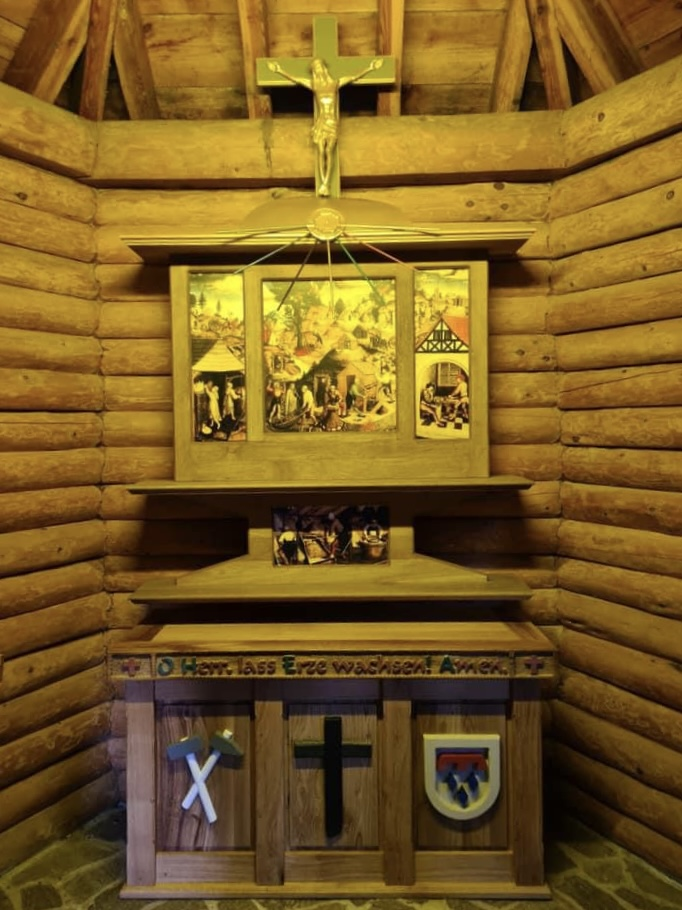
Der Altar der Barbarakapelle mit Bildmotiven des Freiberger Altars wurde um den Altartisch 2024 erweitert.

Das Historische Kupferbergwerk Düppenweiler ist ein Besucherbergwerk im Beckinger Ortsteil Düppenweiler im Saarland.

## Geschichte

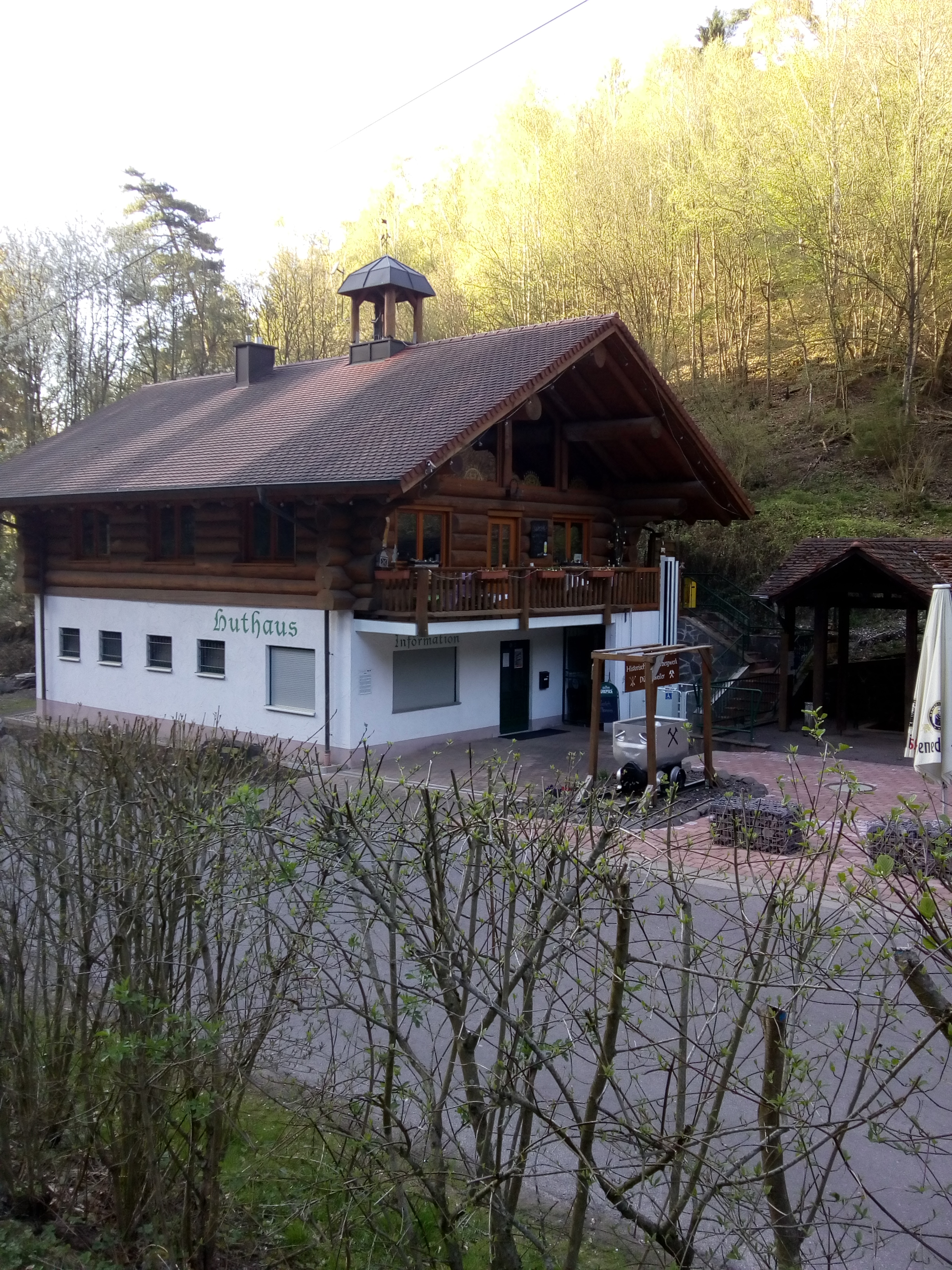
Das Huthaus (Tourist-Info, Besucheranlauf, Restaurant)

Die Kupfervorkommen am Weltersberg wurden 1723 von einem Bauern namens Junkmann beim Pflügen entdeckt. Remacle de Hauzeur, ein Wallone, richtete wenig später das Bergwerk ein und beschäftigte bis zu 300 Bergleute. Diese wanderten überwiegend aus Böhmen und Sachsen ein. Sein Erfolg war so groß, dass man ihm schließlich nachsagte, er habe nicht nur Kupfer, sondern auch eine Goldader gefunden. Allerdings hatte er auch mit Problemen zu kämpfen: Nachdem die Stollen immer weiter getrieben worden waren, drang so viel Wasser ein, dass eine sogenannte Rosskunst – ein Pferdegöpel – zur Wasserhaltung eingerichtet werden musste. Nach einer Zwangsstilllegung des Bergwerks wegen Streitigkeiten zwischen dem Kurfürsten von Trier und den Herren von Hagen verließ Hauzeur wohl spätestens 1735 Düppenweiler.
Über zwanzig Jahre später, 1757, übernahmen nach der Entscheidung des Rechtsstreites die Herren von Hagen das Bergwerk als Lehen. Sie verpachteten es bald danach an Jean de Dauphine, der es stilllegen ließ. 1769 nahmen Franz Georg von Zandt und sein Partner de Gersonne die Anlage wieder in Betrieb und stießen auf weitere reiche Kupfererzvorkommen. Doch auch sie scheiterten am Problem des eindringenden Wassers. Auch die späteren Betreiber der Grube konnten dieser Schwierigkeit nicht Herr werden. 1767 hatte der damalige Betreiber de Gerin die Idee, mittels einer atmosphärischen Dampfmaschine das Wasser zu heben. Seine Gesellschaft geriet aber in Konkurs, ehe die schon gelieferte und halb aufgebaute Maschine betriebsbereit war.
Auch unter der Leitung der Dillinger Hütte, die 1824 bis 1828 relativ erfolgreich die Grube betrieb, kam man nicht an die lohnenden unteren Sohlen heran. 1916 wurde das Bergwerk endgültig stillgelegt, obwohl die Dillinger Hütte noch eine Konzession zum Kupferabbau bis 1991 besaß.

## Besucherbergwerk

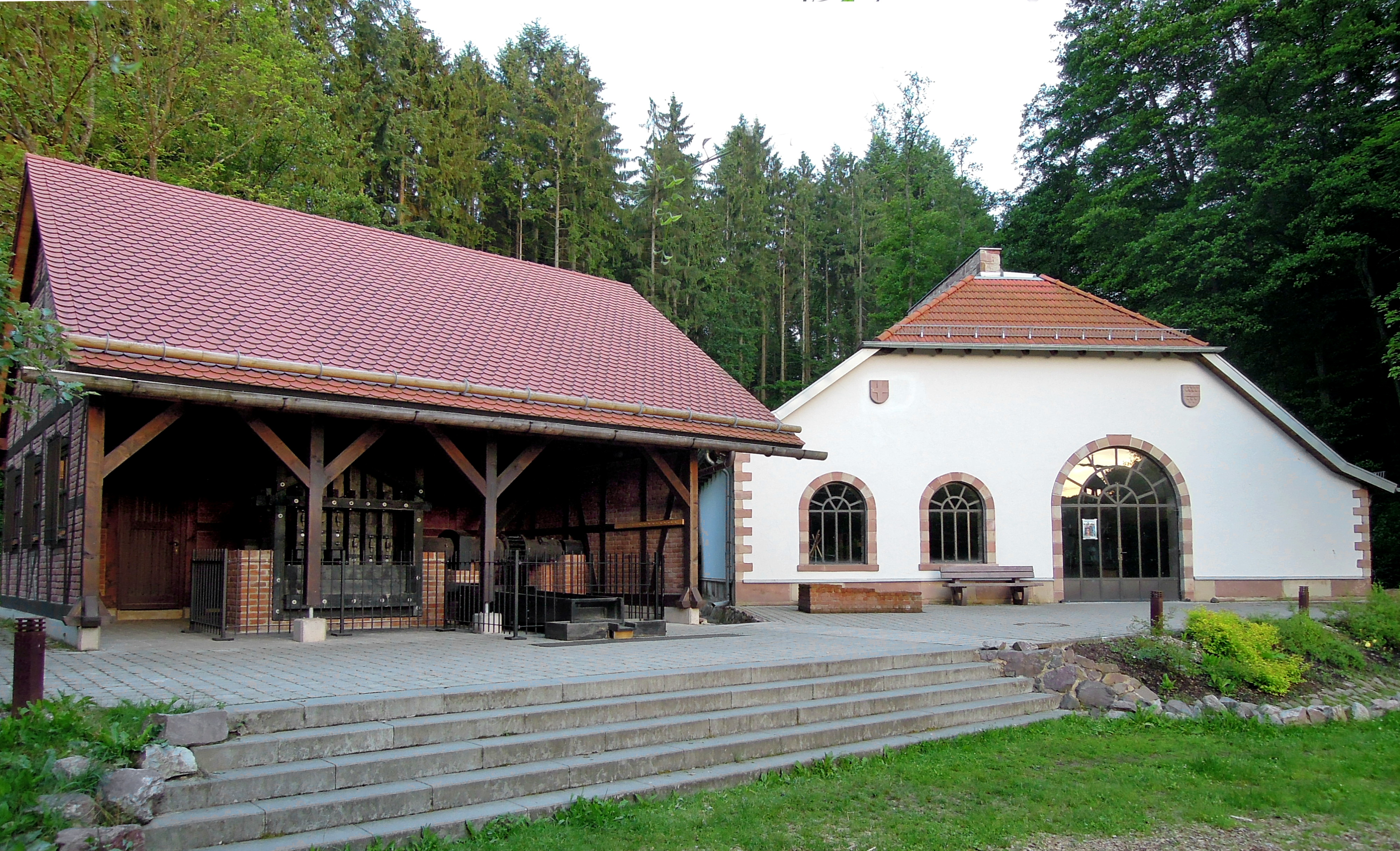
Pochwerk

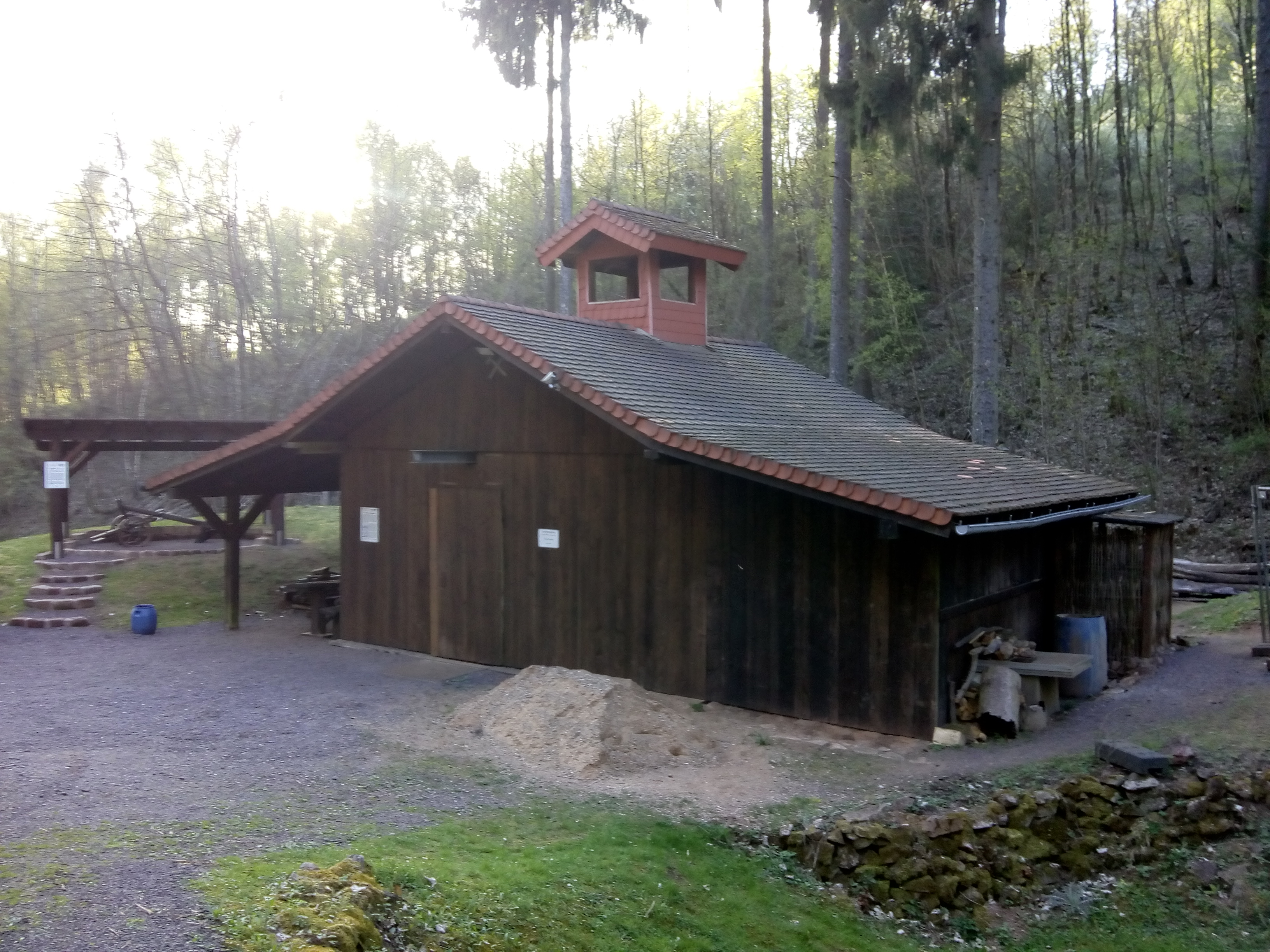
Neuer Barbaraschacht

Im späten 20. Jahrhundert (Am 8. Oktober 1986 stellte der damalige Ortsvorsteher den ersten Antrag zur Wiederöffnung der alten Grubenanlagen) beschloss man, aus dem ehemaligen Kupferbergwerk ein Besucherbergwerk zu machen. Mehr als fünf Jahre lang dauerte es allerdings, bis das Vorhaben zielgerichtet in die Gänge kam. Nachdem 1992 der Förderverein Kupferbergwerk die Trägerschaft übernommen hatte, wurden zunächst der Hüttenschacht, später der Sello- und der Hauzeurschacht sowie die damit verbundenen Stollengänge zugänglich gemacht sowie über Tage eine Bergwerkskapelle („Barbarakapelle“),  die Schachtüberdachungen und das Schachthaus des Hauzeurschachtes errichtet. Der Besucherbetrieb wurde Ende 1995 aufgenommen. 1999 war der zweite Ausbauabschnitt beendet, in dem auch der neue Barbaraschacht zugänglich gemacht worden war. Es folgte der Wiederaufbau des Dampfmaschinenfundamentes und die Einrichtung eines Informationszentrums, dem der Verein in Anlehnung an ähnliche Einrichtungen im Erzgebirge (von hier kamen die ersten Bergleute um 1725 nach Düppenweiler) den Namen „Huthaus“ gab. Über Tage sind außerdem das Pochwerk, die Kupferschmelze (beide mit Wasserradantrieb) und eine fast dreizehn Meter hohe Bergwerkspyramide zu sehen. Die Einrichtungen unter Tage sind nur im Rahmen einer Führung über den neuen Barbaraschacht zu besichtigen. Die Führer werden seit dem Jahr 2005 unterstützt durch eine Ton- und Lichtinstallation, die so genannte „Mystallica“. Bei der dreißig minütigen Führung unter Tage erfahren die Besucher/die Besucherinnen Interessantes  über die gefährliche und anstrengende Arbeit der Bergmänner in einem Erzbergwerk.
Der Trägerverein (2005 mit dem ehemaligen Heimatverein Düppenweiler verschmolzen und unter dem Namen „Kupferbergwerk Düppenweiler e. V., Verein für Geschichte und Kultur“ ins Vereinsregister eingetragen) hat bisher mehr als 100.000 Arbeitsstunden ehrenamtlich geleistet und ein in der Region einmaliges Geschichtsprojekt in „Öffentlich-Ehrenamtlicher Partnerschaft“ geschaffen. Das Konzept und der große Arbeitseifer der Vereinsmitglieder waren für die Zuschussgeber bei der EU, der saarländischen Landesregierung, dem Landkreis Merzig-Wadern und nicht zuletzt bei der Gemeinde Beckingen ausschlaggebend für die bis zu 70-prozentigen Zuwendungen. Eine Arbeitsgruppe von fachkundigen ehemaligen Bergleuten ist ständig damit beschäftigt, weitere Stollengänge freizulegen und notwendige Reparaturen zeitnah zu erledigen.
Der Trägerverein versteht sich nicht nur als Unternehmer in Sachen „Besucherbergwerk“. Er pflegt auch die Kultur der Bergleute in historischer Tracht mit Mettenschichten, Schmelzertagen, Theaterveranstaltungen und Vortragsveranstaltungen. Das unerschöpfliche Liedgut des Bergbaus wird vom neunköpfigen Vokalensemble „Die Bergsänger des Kupferbergwerks Düppenweiler“ gepflegt und öffentlich präsentiert.